# Xavier Mirander
Rudolph Xavier Mirander (* 5. Januar 1951 in Kingston (Jamaika)) ist ein ehemaliger jamaikanischer Radrennfahrer.

## Sportliche Laufbahn
Mirander war Bahnradsportler und auch im Straßenradsport aktiv. Er war Teilnehmer der Olympischen Sommerspiele 1972 in München. Im olympischen Straßenrennen kam er beim Sieg von Hennie Kuiper nicht ins Ziel.
Er war auch Teilnehmer der Olympischen Sommerspiele 1976 in Montreal. Im Sprint gewann er seinen Vorlauf und schied in der nächsten Runde gegen Jürgen Geschke aus.
1974 und 1977 gewann Mirander die nationale Meisterschaft im Sprint. Bei den Commonwealth Games 1974 gewann er die Silbermedaille im Sprint. Bei den Zentralamerika- und Karibikspielen 1974 siegte er im 1000-Meter-Zeitfahren.